# Balitora meridionalis
Balitora meridionalis és una espècie de peix de la família dels balitòrids i de l'ordre dels cipriniformes.

## Morfologia
Els mascles poden assolir els 8,2 cm de longitud total.

## Distribució geogràfica
Es troba a Cambodja, Tailàndia i a la conca del Mekong a Yunnan (Xina).